# Оливер Твист
Оливер Твист (енгл. Oliver Twist; or, the Parish Boy's Progress) други је роман Чарлса Дикенса. Првобитно је био објављиван као роман у наставцима, од 1837. до 1839. године.
У причи је реч о сирочету Оливеру Твисту. Рођен је у дисциплинском дому, а касније продан као шегрт једном предузетнику. Након што је побегао, Оливер путује у Лондон, где упознаје Џека Докинса, члана банде малолетних џепароша које предводи старији криминалац Фејгин.

## Радња
Оливер Твист, рођен у сиромаштву и несрећи, одраста у сиротињском дому у измишљеном граду Мадфог. Деца која тамо раде добијају врло мало хране; након шест месеци извлаче сламке, а губитник треба да затражи још једну порцију овсене каше. Оливер извлачи најкраћу, па прилази управнику дома, господину Бамблу, и понизно тражи још једну порцију. Настаје велика галама због овог наводног чина побуне.
Оливера избацују из сиротињског дома и шаљу га на шегртовање гробару, господину Соберију. Једног дана, љубоморни Ноа Клејпол, други шегрт, вређа Оливерову мајку и долази до бесног физичког обрачуна. Оливер бежи у Лондон да тражи бољи живот.
Оливер упознаје младића по имену Џек Докинс, познатог по надимку „Врдалама Препредњаковић”, који му нуди храну и смештај и води га да упозна злогласног криминалца познатог као Фејгин, који обучава сирочад као џепароше. Оливер недужно започиње Фејгинову обуку, али када изађе са Препредњаковићем и још једним дечаком и види их како краду марамицу од старог господина по имену господин Браунло, схвата истину. Док Препредњаковић и други дечак успевају да побегну, Оливер је ухапшен и изведен пред судију Фенга. Заузимајући се за Оливера, Браунло га одводи кући и брине о њему. Док се Оливер опоравља, Браунло и његова домаћица примећују да Оливер подсећа на жену приказану на портрету који виси у Браунлоовој кући.
Забринут да би Оливер могао да инкриминише њега и његову банду, Фејгин шаље девојку по имену Ненси и њеног насилног љубавника, пљачкаша Била Сајкса, да отму Оливера и врате га у Фејгинову јазбину. Фејгин га приморава да учествује у провали коју је испланирао Сајкс. Пљачка полази наопако; док Сајкс успева да побегне, Оливер, након што је рањен, завршава под бригом људи које је требало да опљачка: госпођице Роуз и њене старатељице, госпође Мејли.
Тајанствени човек, познат само као „Монкс”, удружује се са Фејгином како би спречио Оливера да сазна за сопствену прошлост. Монкс подмићује господина Бамбла и његову нову супругу, бившу удовицу Корни, за информације о Оливеру. Заједно се решавају прстена и медаљона који су некада припадали Оливеровој мајци и који су јој украдени након што је умрла. Ненси, оптерећена кривицом због своје улоге у Оливеровој отмици, тајно их шпијунира и преноси информације Роуз Мејли, која говори господину Браунлоу. У међувремену, Препредњаковић је ухапшен због џепарења, суђено му је и осуђен је на робију у Аустралији.
Ноа, који је побегао у Лондон са Соберијевом слушкињом Шарлот након што су опљачкали господина Соберија, придружује се Фејгиновој банди. Поступајући по Фејгиновим наређењима, он прати Ненси и открива да се она редовно састаје са Браунлом и Мејлијима зарад Оливерове добробити. У страху да је Ненси издала њега и Сајкса (што је, њему непознато, одбила да учини), Фејгин преноси информације Сајксу, који у налету беса пребије Ненси на смрт и одлучује да се сакрије. Разјарена руља га препознаје и он покушава да побегне. Одлазећи у Фејгиново скровиште, сазнаје да је Фејгин ухапшен. Када га руља сустигне, он покушава да побегне преко кровова спуштајући се низ конопац, али док се спрема да намота конопац око себе, привиђење Ненсиних мртвих зурећих очију га толико уплаши да изгуби равнотежу; у паду га упетљани конопац ухвати око врата и обеси.
Господин Браунло хвата Монкса и тера га да открије своје тајне: он је заправо Оливеров полубрат и надао се да ће украсти Оливерову половину њиховог законитог наследства. Браунло моли Оливера да половину свог наследства преда Монксу и пружи му другу шансу, на шта Оливер радо пристаје. Монкс емигрира у Америку, али расипа свој новац, поново почиње злочиначки живот и умире у затвору. Фејгин је ухапшен и осуђен на вешала. Дан пре његовог погубљења, Оливер и господин Браунло га посећују у затвору и сазнају где се налазе документи који доказују Оливеров идентитет. Бамбл и његова супруга губе посао и приморани су на живот у сиротињском дому. Роуз Мејли, за коју се испоставило да је Оливерова тетка по мајци, удаје се и ужива у дугом животу. Оливер живи срећно као усвојени син господина Браунлоуа.